# Chiesa di San Calocero
La chiesa di San Calocero era una chiesa di Milano. Situata in via San Calocero all'attuale civico n. 3, venne demolita nel 1951 a causa dei danni riportati dai bombardamenti alleati dell'anno 1943.

## Storia e descrizione
Le origini della chiesa sono dubbie. Certamente esistente alla fine del XVI secolo con il titolo di San Calocero, la tradizione vuole che il giorno 11 luglio 1519, all'epoca della guerra fra Sforza e francesi, un affresco preesistente della Vergine Maria e posto fuori dalla chiesa avesse stillato sangue; da qui il mutamento di dedica alla Madonna di San Calocero, titolo mantenuto fino alla demolizione.
Sicuro è anche che i frati della vicina chiesa di San Vincenzo in Prato, da cui San Calocero dipendeva, avessero qui innalzato un monastero di monache che ben presto, per timore delle guerre, dovettero però riparare in città.
Nel 1565, rinnovatosi il miracolo della Vergine piangente sangue, il tempio venne restaurato, ampliato e in parte riedificato su decreto di San Carlo Borromeo che stabilì anche che il dipinto della Vergine venisse staccato dal muro esterno che lo ospitava e spostato all'interno della chiesa sopra all'altare maggiore. Oggi l'affresco è custodito in San Vincenzo in Prato. Successivamente la piccola chiesa fu nuovamente restaurata e abbellita ai tempi delle soppressioni austriache.
Gravemente danneggiata dai bombardamenti anglo-americani del 1943, rimase in stato di abbandono fino al 1951 quando, visto il suo scarso valore artistico e l'avanzato stato di degrado, ne venne deciso l'abbattimento.